# Torteron
Torteron – miejscowość i gmina we Francji, w Regionie Centralnym, w departamencie Cher.
Według danych na rok 1990 gminę zamieszkiwały 793 osoby, a gęstość zaludnienia wynosiła 59 osób/km² (wśród 1842 gmin Centre, Torteron plasuje się na 494. miejscu pod względem liczby ludności, natomiast pod względem powierzchni na miejscu 965.).